# Tylophora tenuissima
Tylophora tenuissima är en oleanderväxtart som först beskrevs av Roxburgh, och fick sitt nu gällande namn av Robert Wight och Arnott. Tylophora tenuissima ingår i släktet Tylophora och familjen oleanderväxter. Inga underarter finns listade i Catalogue of Life.